# 那須烏山市立荒川中学校
那須烏山市立荒川中学校（なすからすやましりつ あらかわちゅうがっこう）は、栃木県那須烏山市大金にある公立中学校。
那須烏山市内では烏山中学校に次ぐ規模の中学校で、以前は同市東原の地に存在していたが、現在の高台に新築移設された。同市立荒川小学校からの完全持ち上がりで他の小学校からの入学はない。これは同市立下江川中学校も同じである。

## 沿革
- 1947年（昭和22年）4月1日 学制改革により荒川村立荒川中学校新設
- 1947年（昭和22年）5月8日 開校式 校舎完成まで荒川小学校第二校舎借用（6学級編成）
- 1948年（昭和23年）10月23日 新校舎完成
- 1948年（昭和23年）11月30日 荒川小第3校舎を中学校校舎として移転完成
- 1948年（昭和23年）12月20日 本館完成 落成式
- 1951年（昭和26年）10月17日 本館二階へ4教室増築工事竣工
- 1954年（昭和29年）6月1日 町村合併により南那須村立荒川中学校となる
- 1956年（昭和31年）3月29日 健康教育優秀賞受賞
- 1956年（昭和31年）11月17日 創立十周年記念式挙行
- 1957年（昭和32年）8月6日 第一回全日本学校環境緑化コンクール 県大会優勝
- 1961年（昭和36年）2月8日 産業教育研究学校として県より感謝状を受賞
- 1961年（昭和36年） 第五期増築工事竣工、3教室（技・家・理）
- 1961年（昭和36年）5月15日 野鳥保護優良校県表彰
- 1965年（昭和40年）11月19日 県教育委員会指定数学実験学校発表会
- 1966年（昭和41年）5月3日 県教科指導優良学校表彰
- 1967年（昭和42年）1月23日 県連合教育会委嘱 数学研究発表会
- 1968年（昭和43年）3月31日 給食準備室完成
- 1969年（昭和44年）10月15日 東校舎二階教室完成
- 1969年（昭和44年）3月30日 体育館竣工
- 1971年（昭和46年）9月1日 町制施行により南那須町立荒川中学校となる
- 1972年（昭和47年）7月1日 安全運動 県表彰
- 1973年（昭和48年）12月7日 「創造性を高める指導」公開発表会
- 1974年（昭和49年）5月8日 学校経営近代化推進校県表彰
- 1976年（昭和51年）11月12日 県指定「学校評価」公開発表
- 1977年（昭和52年）2月10日 全教科の指導法 県感謝状受賞
- 1977年（昭和52年）11月30日 創立30周年記念事業 記念塔設立
- 1979年（昭和54年）5月14日 優良学校県教育委員会表彰
- 1987年（昭和62年）4月～1988年（昭和63年） 文部省「中学校生徒指導総合推進校」指定
- 1988年（昭和63年）11月18日 同上発表
- 1991年（平成3年）3月2日 県美術教育振興会会長賞受賞
- 1992年（平成4年）2月22日 第22回下野教育美術展県優良賞
- 1992年（平成4年）4月1日 新制服制定
- 1992年（平成4年）7月31日 新校舎完成
- 1992年（平成4年）8月27日 新校舎開校記念行事 記念碑建立
- 1992年（平成4年）12月10日 新体育館完成
- 1993年（平成5年）2月26日 新校舎・体育館落成式
- 1994年（平成6年）11月17日 県中学校人権作文コンテスト学校賞受賞
- 1995年（平成7年）2月25日 教育環境緑化事業 プラタナス植栽
- 1995年（平成7年）3月9日 県美術教育振興会長賞受賞
- 1995年（平成7年）12月22日 県連合会委嘱 研究PTA誌上発表
- 1996年（平成8年）12月～1997年（平成9年） 県・町補助事業公園緑化施行完成
- 1997年（平成9年）4月1日 文部省「人権教育研究推進校」指定
- 1997年（平成9年）5月19日 文部省・県教育委員会「人権教育・同和教育研究学校」指定
- 1998年（平成10年）10月26日 同上発表
- 1999年（平成11年）12月10日 全国中学生人権作文コンテスト学校賞受賞
- 2002年（平成14年）4月1日 文部科学省「学力向上フロンティア事業」指定
- 2003年（平成15年）4月1日 特殊学級「友愛学級」設置
- 1993年（平成5年）11月20日 文部科学省指定「学力向上フロンティア事業」中間発表
- 2004年（平成16年）11月8日 文部科学省指定「学力向上フロンティア事業」公開発表
- 2005年（平成17年）3月28日 優良な少年消防クラブ全国表彰
- 2005年（平成7年）10月1日 町合併により那須烏山市立荒川中学校となる
- 2015年（平成27年）3月19日少子化などの問題により閉校となる

## 教育方針
人間尊重の精神に富み、未来をきりひらく生徒という教育目標を掲げている。

## 部活動

### 運動部
- バレーボール部（女子）
- バスケットボール部（女子）
- 野球部（男子）
- サッカー部（男子）
- 剣道部
- ソフトテニス部
- 卓球部(平成22年度をもって廃部となった。)

### 文化部
- 吹奏楽部
- デザイン部
- パソコン部(平成22年度をもって廃部となった。)

## 学区
- 那須烏山市立荒川小学校の通学区域。（南那須地区）

## 交通
- JR東日本、烏山線 大金駅下車。